# Lizet (rivière)
Pour les articles homonymes, voir Lizet.
Le Lizet est une rivière du sud-ouest de la France c'est un affluent de l'Osse sous-affluent de la Garonne par la Baïse et la Gélise.

## Géographie
De 13,6 km de longueur, le Lizet prend sa source sur la commune de Monclar-sur-Losse dans le département du Gers et se jette dans l'Osse sur la commune de Saint-Arailles.

### Départements et communes traversés
- Gers : Saint-Martin, Monclar-sur-Losse, Mirande, Estipouy, Montesquiou, Saint-Arailles.

## Principal affluent
- Ruisseau de Barres : 4,5 km